# Église de Skagen
Pour les articles homonymes, voir Skagen (homonymie).
L’église de Skagen (Skagen Kirke ) est une église située dans le centre historique de Skagen, Danemark.

## Histoire
La région de Skagen a souffert de graves problèmes liés au sable à travers le XVIIIe siècle et en 1795 recouvre l’ancienne église qui est abandonnée. C'était une grande église en brique dédiée à Saint Laurent qui datait probablement de la fin du XIIIe siècle et qui se trouvait à quelques kilomètres au sud-ouest du centre-ville.

## Architecture
Une nouvelle église est construite en 1841 sur les dessins de Christian Frederik Hansen. La conception est adaptée en 1909-10 par Ulrik Plesner qui avait également conçu plusieurs bâtiments à Skagen. Plesner collabore avec Thorvald Bindesbøll pour l'intérieur. Anne L. Hansen crée les décorations intérieurs et un nouveau jeu de couleurs en 1989.